# Maysville (Georgia)
Maysville è una città degli Stati Uniti d'America, situata in Georgia, divisa tra la Contea di Banks e la Contea di Jackson.